# Gisela Arendt
Gisela Arendt, na haar huwelijk bekend als Gisela Jacob-Arendt, (Berlijn, 5 november 1918 – Bonn, 18 februari 1969) was een Duits zwemster.

## Biografie
Arendt zwom tot de Tweede Wereldoorlog voor de vereniging Nixe Charlottenburg, na de oorlog nam ze als Gisela Jacob deel aan wedstrijden als lid van Schwimm- und Sportfreunde Bonn 1905. Ze kwam uit een sportieve familie, want zowel haar broer als haar zoon waren olympische zwemmers. Haar broer Heinz deed net als zij mee aan de Spelen van 1936 in Berlijn, haar zoon Rainer zwom in 1972 in München.
Ze won van 1933 tot en met 1937 vijf keer op rij het Duitse kampioenschap op de 100 meter vrije slag. In 1934 won ze ook de Duitse titel op de 100 meter rugslag. Bij de Europese kampioenschappen in Maagdenburg werd ze tweede op de 100 meter rugslag, achter de Nederlandse Rie Mastenbroek. Ze werd derde op de 100 meter vrije slag en op de 4x100 meter vrije slag-estafette behaalde ze met haar team de zilveren medaille. Twee jaar later, op de Olympische Spelen in Berlijn, won ze zilver (estafette) en brons (100 meter vrije slag). In 1939 won Arendt haar zesde Duitse kampioenstitel op de 100 meter vrije slag.
Arendt trouwde in juli 1942. Na de oorlog en na de geboorte van haar zoon Rainer (in 1946) wist Arendt, inmiddels bekend onder de naam Gisela Jacob, in 1949 na een onderbreking van tien jaar opnieuw de Duitse kampioenstitel te winnen. Op de Spelen van 1952 (als enige Duitse zwemmer van de OS 1936 was zij op deze Spelen) bereikte ze de finale met de vrije slag-estafette en eindigde daarin met haar team als zevende.
Na haar sportieve carrière coachte ze, met zwemster Leni Lohmar met wie ze de estafetteafstand zwom op de Spelen in 1936, jonge zwemmers bij haar thuisclub SSF Bonn.

## Erelijst
- EK 1934, 100 m rugslag
- EK 1934, 4x100 m vrije slag
- OS 1936, 4x100 m vrije slag
- EK 1934, 100 m vrije slag
- OS 1936, 100 m vrije slag